# MC Stojan
Марко Стојковић (Лучани, 15. фебруар 1983), познат као MC Stojan (транскр.  Ем-Си Стојан), српски је певач.

## Биографија
Каријеру је почео 2005. године, снимивши провокативну песму „Бичуј ме Стојане”, изразито сексуалне тематике. Наредних година Стојан је снимао песме које су обиловале вулгарним речима (попут „Куку леле, куку леле” и „Скини све са себе”), које су одржавале његову популарност и карикатурни лик. Песме „Секси” са Тином Ивановић, „Ти и ја” са Јаном, „Каква гуза”, „Шта би” са Александром Пријовић, „Краљеви града” са Ацом Лукасом и друге такође су биле слушане у земљама бивше Југославије. За разлику од првих његових песама, ове нису имале вулгарне елементе.
Године 2018. Стојан је у потпуности променио свој естрадни имиџ, трудећи се да што више брендира своје име — од екстравагантних одевних комбинација, преко вицкастих плесних покрета, до препознатљивих мелодија и текстова шаљивог карактера. Највише је у томе допринео успех песама „La Miami” и „Шаљи број” — обе на врху „трендинг” листе најслушанијих песама у Србији на Јутјубу — од којих је „La Miami” чак постала друга најслушанија српска песма 2018. године, са преко сто милиона прегледа на Јутјубу. Певач се често пародично позива на своје музичке почетке.

## Музичка каријера
Стојан је постао познат након што је снимио песму Бичуј ме Стојане 2005. године. Објавио је још неколико песама које скоро све имају сексуалну тематику, али на шаљив начин.
Године 2010. избацио је песму Секси са којом му је још више порасла популарност. Песма Куку леле је била забрањена за гледање на Јутубу за млађе од осамнаест година због неприкладних сцена у споту. Године 2012. је снимио провокативну песму назива Каква гуза која је више пута пуштана у емисијама Папарацо лова. Године 2017, избацио је албум Бахата. Песма La Miami из 2018. године бележи преко 100 милиона прегледа на Јутјубу што је до сада његова најпопуларнија песма. Како је песма достигла огроман успех, Стојан је у септембру 2018. године отишао на америчку турнеју. Крајем године објавио је песму Ало, а већ идуће године, у априлу избацује песму Удахни дубоко са спотовима које Стојан прикаже на занимљив и изведе на смешан начин.
Сарађивао је са бројним певачима, између осталог са Ксенијом Пајчин, Тином Ивановић, Јаном, Цвијом, Митром Мирићем, Ша, Сандром Африком, Миом Борисављевић, Ацом Лукасом, Александром Пријовић, Ђанијем, Дарком Лазићем, Александром Младеновић, Јованом Перишићем и другим.

## Приватни живот
У родним Лучанима је живео све док није завршио средњу школу, Гимназију „Свети Сава” у Пожеги. После тога је уписао Економски факултет у Београду.
Певачу је 3. јануара 2019. године преминуо отац.

## Дискографија

### Албуми
- Бахата (2017)[7]

### Синглови
- Бичуј ме Стојане (2005)
- Скини све (дует са Ниџом Блејом) (2005)
- Ћути и пуши (2005)
- Very bad bitch (2005)
- Видим добру рибу (2008)
- Брзо (2009)
- Доктор за груди (2009)
- Пожури (дует са Ксенијом Пајчин) (2009)
- Надице испржи ми јаја (2009)
- 93 (2009)
- Mamacita (2009)
- Реци ми ко те љуби (2009)
- Секси (дует са Тином Ивановић) (2010)
- Куку леле (2011)
- Каква гуза (дует са Ем-си Јанком) (2012)
- Не знам где сам (дует са Цвијом) (2012)
- Ти и ја (дует са Јаном) (2012)
- У срце пуцај ми (2012)
- Живели (дует са Ди-џеј Марком и Митром Мирићем) (2013)
- Волим те (дует са Ди-џеј Силвером) (2013)
- Ватрено, ватрено (дует са Галеном) (2013)
- Ајмо сви (дует са Алегро бендом и DH music) (2013)
- Луда журка (2014)
- Само заиграј (дует са Ша и Ди-џеј Ђуром) (2014)
- Хаљина без леђа (дует са Сандром Африком) (2014)
- Само ме љуби (дует са Миом Борисављевић) (2015)
- Загрљај (дует са Mr. Blackom) (2015)
- Краљеви града (дует са Ацом Лукасом) (2015)
- Шта би (дует са Александром Пријовић) (2015)
- Навучен на тебе (2016)
- Ти си мени све (2016)
- Фејк (дует са Куртоазијом) (2017)
- Богата (дует са Куртоазијом) (2017)
- Њами, њами (дует са Куртоазијом) (2017)
- Вотка и мартини (дует са Куртоазијом) (2017)
- Mein schatzi (дует са Дарком Лазићем) (2017)
- Чекај, чекај (дует са Александром Младеновић) (2017)
- Певачица (дует са Јаном и Ђанијем) (2017)
- Ти одлазиш, ја остајем (дует са Dinnom) (2018)
- Једном мајка рађа (дует са Јованом Перишићем) (2018)
- Лете паре (2018)
- La Miami (2018)
- Ало (2018)
- Удахни дубоко (2019)
- Шаљи број (2019)
- 100% (2019)
- Могу ја то (2019)
- Оле, оле (2020)
- Тутуруту (дует са Hurricane) (2020)
- Воли ме, воли ме (дует са Теодором Џехверовић) (2021)
- Candy (дует са Теодором Џехверовић) (2021)
- Гили, гили (2021)
- Веган (дует са Wajwai) (2021)
- Живот си мој (дует са Бресквицом) (2022)
- Уска хаљина (гост вокал Барбара Бобак) (2024)

## Видеографија
| Спот                   | Година | Режисер                           |
| ---------------------- | ------ | --------------------------------- |
| Бичуј ме Стојане       | 2005   | —                                 |
| Пожури                 | 2009   | LoOney                            |
| Секси                  | 2010   | LoOney                            |
| Куку леле              | 2011   | Дејан Милићевић                   |
| Каква гуза             | 2012   | Дејан Милићевић                   |
| Не знам где сам        | 2012   | Андреј Илић                       |
| Ти и ја                | 2012   | Андреј Илић                       |
| У срце пуцај ми        | 2012   | Андреј Илић                       |
| Живели                 | 2013   | Андреј Илић                       |
| Волим те               | 2013   | Андреј Илић                       |
| Ватрено, ватрено       | 2013   | Андреј Илић                       |
| Ајмо сви               | 2013   | Андреј Илић                       |
| Луда журка             | 2014   | Андреј Илић                       |
| Само заиграј           | 2014   | Ведад Јашаревић                   |
| Хаљина без леђа        | 2014   | Андреј Илић                       |
| Само ме љуби           | 2015   | Андреј Илић                       |
| Краљеви града          | 2015   | TOXIC ENTERTAINMENT               |
| Шта би                 | 2015   | Андреј Илић                       |
| Навучен на тебе        | 2016   | TOXIC ENTERTAINMENT               |
| Ти си мени све         | 2016   | Андреј Илић                       |
| Бахата                 | 2016   | daVideo                           |
| Опасна                 | 2016   | daVideo                           |
| До задње паре          | 2016   | daVideo                           |
| Мама                   | 2016   | daVideo                           |
| Балканка               | 2017   | Борис Зец                         |
| Burj Khalifa           | 2017   | Андреј Илић                       |
| Остани будна           | 2017   | Андреј Илић                       |
| Аман, аман             | 2017   | DaVideo                           |
| Пикасо                 | 2017   | DaVideo                           |
| Фејк                   | 2017   | DaVideo                           |
| Богата                 | 2017   | DaVideo                           |
| Њами, њами             | 2017   | DaVideo                           |
| Вотка и мартини        | 2017   | DaVideo                           |
| Mein schatzi           | 2017   | DaVideo                           |
| Чекај, чекај           | 2017   | DaVideo                           |
| Певачица               | 2017   | DaVideo                           |
| Ти одлазиш, ја остајем | 2018   | DaVideo                           |
| Једном мајка рађа      | 2018   | DaVideo                           |
| Лете паре              | 2018   | DaVideo                           |
| La Miami               | 2018   | DaVideo                           |
| Ало                    | 2018   | DaVideo                           |
| Удахни дубоко          | 2019   | DaVideo                           |
| Шаљи број              | 2019   | DaVideo                           |
| 100%                   | 2019   | DaVideo                           |
| Све жене воле          | 2019   | DaVideo                           |
| Могу ја то             | 2019   | DaVideo                           |
| Оле, оле               | 2020   | DaVideo                           |
| Тутуруту               | 2020   | DaVideo                           |
| Воли ме, воли ме       | 2021   | DaVideo                           |
| Candy                  | 2021   | DaVideo                           |
| Гили,гили              | 2021   | DaVideo                           |
| Веган                  | 2021   | DaVideo                           |
| Живот си мој           | 2022   | TOXIC ENTERTAINMENT               |
| Blef                   | 2022   | Вук Недељковић                    |
| Отказ                  | 2022   | Мирослав Арсић                    |
| Тајкун                 | 2022   | Вук Недељковић                    |
| Disco                  | 2022   | Вук Недељковић                    |
| Брутално               | 2022   | Вук Недељковић                    |
| Моја мала              | 2023   | Марко Стојковић                   |
| А ти,а ти              | 2023   | Sharan Allegro                    |
| Шта ћеш с њим          | 2023   | Лука Јаковљевић,Петар Кастратовић |
| Со на рани             | 2023   | Лука Јаковљевић,Петар Кастратовић |
| Уска хаљина            | 2024   | Лука Јаковљевић,Петар Кастратовић |
| Нисам намерно          | 2024   | Лука Јаковљевић,Петар Кастратовић |